# Klimow RD-33

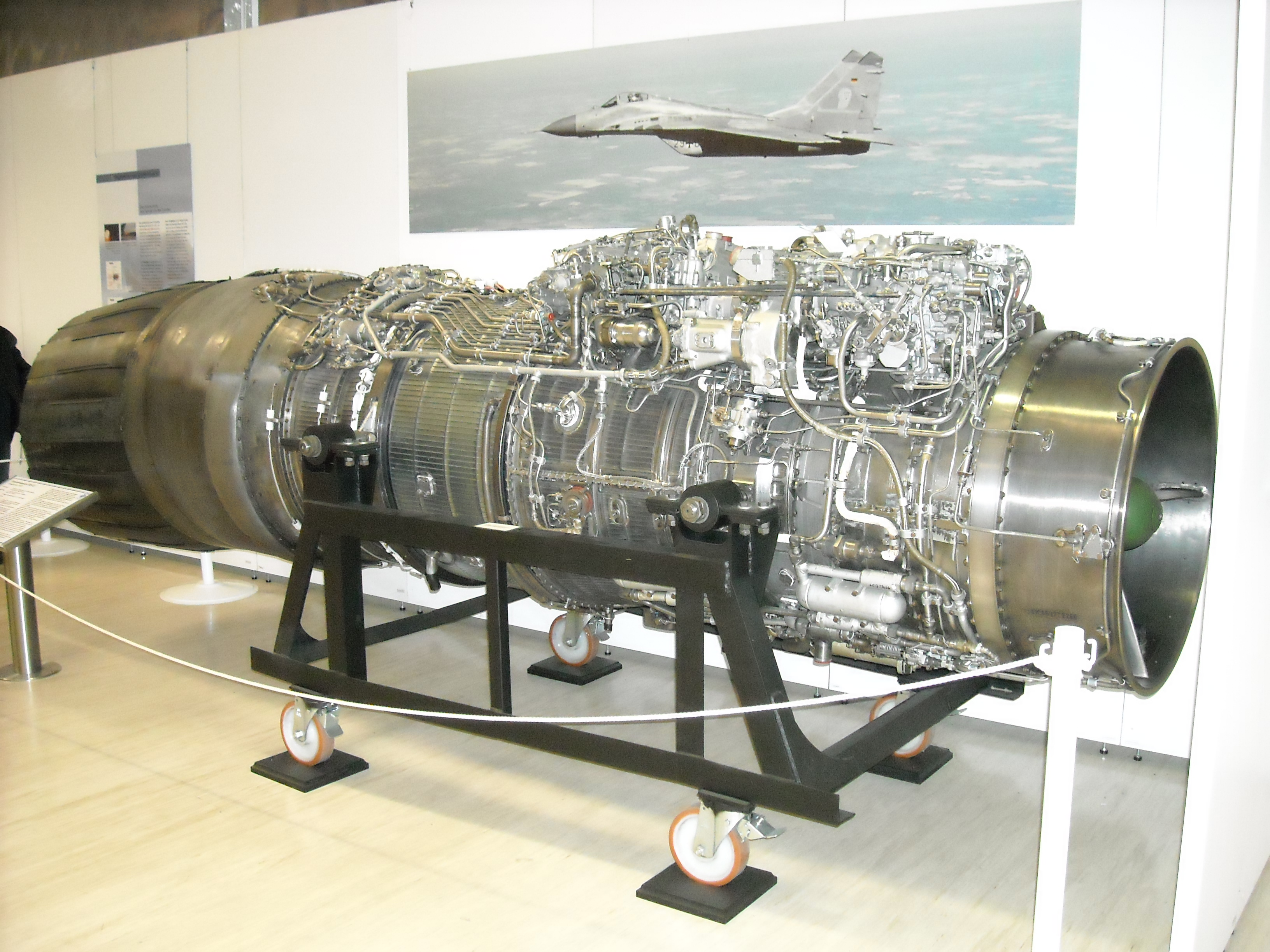
Turbofantriebwerk Klimow RD-33

Das Klimow RD-33 (russisch Климов РД-33) ist ein Turbofantriebwerk der russischen Firma Klimow. Es wurde ab Anfang der 1970er-Jahre entwickelt und kommt als Antrieb für das Kampfflugzeug MiG-29 zum Einsatz. Der Erstflug eines Prototyps in einem Testflugzeug erfolgte am 20. April 1978, der Erstflug in einer MiG-29 am 30. Dezember 1979. Die Serienproduktion begann dann im Jahr 1980.
Es ist ein Zweiwellentriebwerk mit einem regelbaren Nachbrenner und einem Schubbereich von 50 bis 80 kN. Wichtige Merkmale sind der modulare Aufbau (einzelne Teile können separat getauscht werden) und die hohe Zuverlässigkeit auch unter Einsatzbedingungen.

## Varianten
Nach Jahren der Entwicklung und Nutzung hat sich das Triebwerk zu einer Familie von verschiedenen Modellen entwickelt. So sind unter anderem bei aktuellen Modellen eine Schubvektorsteuerung und digitale Diagnose-, Steuerungs- und Überwachungssysteme verfügbar.
- RD-33: Basismodell, entwickelt ab 1985 für die MiG-29.

- RD-33 Serie 3: überarbeitetes Modell mit längerer Lebensdauer, das bei neuen oder umgebauten alten Varianten der MiG-29, wie der MiG-29 und MiG-29SMT zum Einsatz kommt.
Im Jahr 2005 unterzeichnete Russland mit Indien einen Vertrag im Wert von 250 Millionen US-Dollar zur Modernisierung der MiG-29 der indischen Luftwaffe, wobei 120 Stück dieser Triebwerke bei Hindustan Aeronautics Ltd in Lizenz gebaut werden sollen. Später soll das Werk auch die Montage des RD-33MK für die MiG-29K des indischen Flugzeugträgers Vikramaditya übernehmen.

- RD-33B/NB: Variante ohne Nachbrenner für verschiedene Flugzeugtypen.

- SMR-95: Eine Variante für die Modernisierung ausländischer Jets der zweiten und dritten Generation. Das Triebwerk absolvierte erfolgreich Boden- und Flugtests in der Dassault Mirage F1 und Super Cheetah D-2 der South African Air Force.

- RD-93: Variante als Antrieb für die JF-17/FC-1. Laut JF-17.com ist „der bedeutendste Unterschied die Neupositionierung des Getriebes an der Unterseite des Gehäuses des Triebwerks“.

- RD-33MK: Das RD-33MK „Morskaja Osa“ (russisch: Морская Оса, deutsch: Seewespe) ist das neueste Modell der Familie. Entwickelt wurde es im Jahre 2001 als Antrieb für die Flugzeugträgervarianten MiG-29K und MiG-29KUB, wurde jedoch auch an die MiG-35 angepasst. Das neue Triebwerk verfügt im Vergleich zum Basismodell über 7 % mehr Schub, was auf den Einsatz von modernen Materialien bei den gekühlten Schaufeln und damit um 40 K höherer Brennkammertemperatur zurückzuführen ist. Die Länge und der maximale Durchmesser bleiben gleich, während sich der Nachbrennerschub und das Trockengewicht (auf 1145 kg) vergrößern. Es enthält auch Systeme (beispielsweise neue Brennkammern), welche die Sichtbarkeit im Infrarot- und optischen Bereich verringern sollen. Die Lebensdauer erhöhte sich auf 4000 Stunden, die Leistung bei hohen Außentemperaturen wurde ebenso verbessert.

## Technische Daten (RD-33)

### Allgemeine Merkmale
- Typ: Nachbrenner-Turbofan
- Länge: 4,229 m
- Durchmesser:
  - Lufteinlauf: 0,73 m
  - maximal: 1,00 m
- Leergewicht: 1055 kg (komplettes Antriebssystem: 1217 kg)

### Komponenten
- Verdichter: Zweiwellen-Axial-Verdichter mit neun Hochdruck- und vier Niederdruck-Verdichterstufen sowie zweistufigem Vorleitapparat
- Turbine: je eine Hoch- und Niederdruckturbinenstufe mit beschichteten Einkristallschaufeln
- Brennkammer: Ringbrennkammer mit 24 Einspritzdüsen
- Anlasser: über APU mechanisch angekoppelt

### Leistung
- Schub: 49,4 kN ohne, 81,3 kN mit Nachbrenner
- Gesamtdruckverhältnis: 20:1
- Turbineneinlasstemperatur: 1407 °C
- Bypass-Verhältnis: 0,49:1
- Spezifischer Kraftstoffverbrauch:
  - 75 kg/(kN·h) militärischer Schub
  - 188 kg/(kN·h) mit Nachbrenner
- Öl-Verbrauch: 0,8 kg/h
- Schub-Gewicht-Verhältnis: 77,1 N/kg (7,9:1)
- Reaktionszeit: 4 s vom Leerlauf zum vollen Nachbrennereinsatz

Quellen: Klimow; RD-33-Referenzdaten
| Andere Daten des RD-33                                            |                          |
| Innendurchmesser                                                  | 730 mm                   |
| Luftdurchsatz bei max. Schub                                      | 76 kg/s                  |
| Spezifisches Gewicht                                              | 0,127                    |
| Schub-Gewicht-Verhältnis trocken/eingebaut                        | 7,47:1 / 5,53:1          |
| Höchstgeschwindigkeit                                             | 2,35 Mach in großer Höhe |
| Dienstgipfelhöhe                                                  | 17.069 m                 |
| Leerlaufkraftstoffbrauch                                          | 350 kg/h                 |
| Max. Kraftstoffverbrauch mit Nachbrenner auf Meeresspiegelhöhe    | 68.184 kg/h              |
| Max. Kraftstoffverbrauch mit Nachbrenner in 9100 m Höhe           | 19.092 kg/h              |
| Max. Turbineneinlasstemperatur in Meeresspiegelhöhe/großer Höhe   | 1530 K/1680 K            |
| Turbinendrehzahlen bei maximalem Schub (Hoch-/Niederdruckturbine) | 15.500/11.000/min        |

Quelle: Website Klimow, wie unten gezeigt.